# Europa-Kolleg Hamburg
Das Europa-Kolleg Hamburg ist eine gemeinnützige privatrechtliche Stiftung. Die Stiftung hat den Zweck, die Forschung und akademische Lehre im Bereich der Europäischen Integration und der internationalen Zusammenarbeit zu fördern. Die Stiftung trägt zu deren Finanzierung bei und erfüllt alle damit zusammenhängenden administrativen Aufgaben.
Für die Forschungsarbeiten und die Durchführung von Fort- und Weiterbildungsmaßnahmen gründete die Stiftung 1977 im Einvernehmen mit der Universität Hamburg das Institut für Integrationsforschung (jetzt: Institute for European Integration) als wissenschaftliche Einrichtung an der Universität. Das Institut bietet zwei Studiengänge an, einerseits den Master „European and European Legal Studies“, andererseits den berufsbegleitenden LL.M. „Europäisches Wirtschaftsrecht“. Für die Studierenden besteht die Möglichkeit im Europa-Kolleg zu wohnen. Die Appartements stehen auch europäischen und internationalen Wissenschaftlern offen.

## Geschichte
Das Europa-Kolleg Hamburg wurde 1953 als Stiftung auf Initiative des damaligen Rektors der Universität Hamburg Bruno Snell gegründet. Es hat den Prozess der Europäischen Integration von Anbeginn durch akademische Lehre, interdisziplinäre Forschung und öffentlichkeitswirksame Veranstaltungen begleitet.
Zunächst bot das Europa-Kolleg besonders qualifizierten in- und ausländischen Studierenden der verschiedensten Fachrichtungen die Möglichkeit, unter einem Dach zu leben und zu lernen. In den 1960er Jahren entwickelten sich Fortbildungs- und Promotionsmöglichkeiten für Postgraduierte. Ein Kristallisationspunkt war in den 1990er Jahren das von der Deutschen Forschungsgemeinschaft (DFG) geförderte Graduiertenkolleg „Integrationsforschung“, aus dem rd. 45 Doktoranden hervorgegangen sind. Seit 1998 führt das Europa-Kolleg den Postgraduierten-Studiengang „Master of European Studies“ durch. Mit Beginn des akademischen Jahres 2008/09 wird ein reformierter Studiengang „European and European Legal Studies“ angeboten.
Mit der Gründung des Instituts für Integrationsforschung im Jahre 1978 als einer wissenschaftlichen Einrichtung an der Universität Hamburg wurde der organisatorische Rahmen für den Aufbau von Forschungskompetenz geschaffen. Das Institut führt seither mit Unterstützung insbesondere der Europäischen Union und des Deutschen Akademischen Austauschdienstes (DAAD) Forschungsprojekte, wissenschaftliche Tagungen und Vortragsveranstaltungen durch, die in zahlreichen Publikationen ihren Niederschlag gefunden haben.
Es beherbergt ein kleines Denkmal für Heinrich Heine, das am 15. Februar 1957 enthüllt wurde; eine Schenkung des Senats der Freien und Hansestadt Hamburg an das Europa-Kolleg von 1956.

## Institute for European Integration
Das Institute for European Integration bildet den organisatorischen Rahmen für die wissenschaftlichen Aktivitäten des Europa-Kollegs. Es hat den Status einer „wissenschaftlichen Einrichtung an der Universität Hamburg“ und genießt die verfassungsmäßige Freiheit von Forschung und Lehre. Das Institut hat die Aufgabe, fächerübergreifende Forschung im Bereich der Europäischen Integration sowie anderer regionaler Integrationen allein oder zusammen mit anderen wissenschaftlichen Einrichtungen anzuregen und durchzuführen. Das Institut hat außerdem zusammen mit der Universität Hamburg die wissenschaftliche Verantwortung für die Entwicklung und Durchführung der Lehre, insbesondere in den Master- und Doktorandenprogrammen.

## Masterstudiengang „European and European Legal Studies“

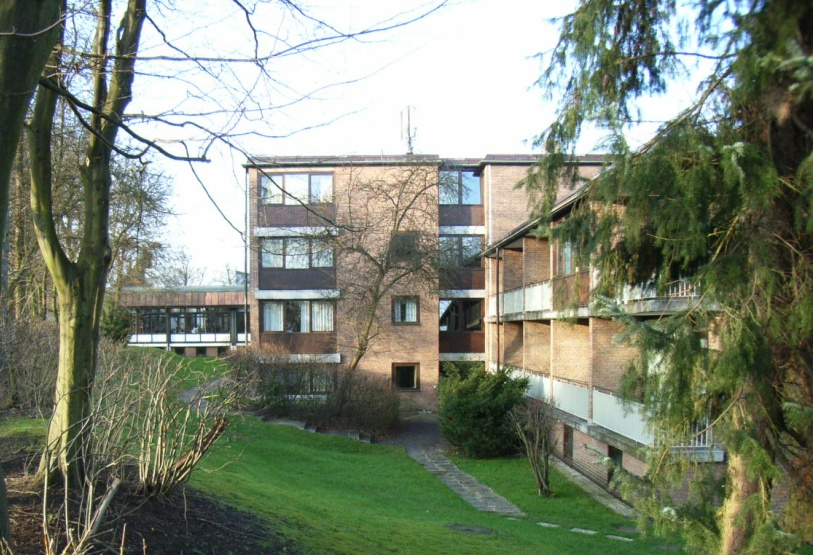
Denkmalgeschützte Wohnanlage des Kollegs in Hamburg-Groß Flottbek

Im Rahmen der Umstellung des Studienangebotes entsprechend dem Bologna-Prozess wurde aufbauend auf dem bisherigen Postgraduiertenstudiengang „Master of European Studies“ der neue Masterstudiengang „European and European Legal Studies“ geschaffen.
Die Kurssprache ist hauptsächlich englisch, in Teilen auch deutsch. Es ist möglich, das gesamte Programm auf Englisch zu absolvieren. Die Masterarbeit kann auf Deutsch oder Englisch geschrieben werden. Es kann der Grad eines „Master of Arts (M.A.)“ oder eines „Master of Laws (LL.M.)“ erlangt werden. Im Jahre 2008 studierten 32 Studenten am Europa-Kolleg, darunter auch Studenten aus dem Kosovo, die im Rahmen eines Stipendienprogramms der Europäischen Union gefördert werden.

## Masterprogramm Europäisches Wirtschaftsrecht
Im September 2014 beginnt ein völlig neu konzipiertes zweijähriges Masterprogramm im europäischen Wirtschaftsrecht. Der Studiengang richtet sich an Juristen mit mindestens einem Jahr Berufserfahrung oder abgeschlossenem 2. juristischem Staatsexamen, die neben dem Job eine Zusatzqualifikation mit europarechtlichen und wirtschaftlichen Bezügen erwerben möchten. Dozenten sind Hochschullehrer und Praktiker.